# Geelbroekmanakin
De geelbroekmanakin (Ceratopipra mentalis; synoniem: Pipra mentalis) is een zangvogel uit de familie Pipridae (manakins).

## Verspreiding en leefgebied
Deze soort komt voor van Mexico tot Ecuador en telt drie ondersoorten:
- C. m. mentalis (Sclater, PL, 1857): van zuidoostelijk Mexico tot oostelijk Costa Rica.
- C. m. ignifera (Bangs, 1901): westelijk Costa Rica en westelijk Panama.
- C. m. minor (Hartert, 1898): oostelijk Panama, westelijk Colombia en noordwestelijk Ecuador.

## Status
De grootte van de populatie is in 2008 geschat op 50.000-500.000 volwassen vogels. Op de Rode lijst van de IUCN heeft deze soort de status niet bedreigd.